# Glósóli
"Glósóli" is een single van de IJslandse band Sigur Rós. Het is de eerste single van het album Takk... en werd alleen via download uitgegeven op 15 augustus 2005. Er werd wel een videoclip voor "Glósóli" gemaakt, die geregisseerd werd door Arni & Kinski.

## Opnamen en uitgave
"Glósóli" werd net zoals de andere nummers van Takk... in 2005 opgenomen en gemixt in de Sundlaugin Studio's in IJsland. Daarna werd het naar New York gestuurd voor de mastering. Op 15 augustus werd de single digitaal aangeboden via de speciaal opgezette mini-website op sigur-ros.is, die op dezelfde dag werd vrijgegeven. In Noord-Amerika werd het nummer "Sæglópur" aangeboden; "Glósóli" werd alleen in een bepaald aantal Europese landen uitgegeven. Het artwork werd gemaakt door Jónsi Birgisson en 'The Toothfaries' (bestaande uit Jónsi's vriend Alex Somers en Orri's vriendin Lukka Sigurðardóttir). Dit werk was via de mini-website gratis te downloaden.

## Muziekvideo
De video "Glósóli" werd geschoten in een IJslands landschap, voornamelijk bestaande uit rotsen en water. Er is een groep kinderen te zien, allen gekleed in traditioneel IJslandse klederdracht. De video begint met een jongen met een trommel die naar de zee staart. Hij staat op en loopt door het landschap. Als hij trommelt, verschijnen er twee meisjes die hem volgen in zijn tocht. Onderweg komen ze nog een jongen tegen, die ongevraagd (maar niet ongewenst) meeloopt. Dan zitten de kinderen in het hoge gras, waar de jongen met de trommel en een meisje elkaar een kus geven. Het viertal loopt verder en komt een grote groep kinderen tegen, die zichzelf aan het vermaken zijn (zoals touwtje springen en het in brand zetten van een oude auto). De gehele groep vervolgt hun tocht door de rotsen als ze een klein jongetje op de grond zien slapen. Het jongetje met de trommel besluit ook te gaan slapen, waarna de rest volgt. Een van de meisjes grijpt tijdens het liggen de hand van de jongen vast. Als de groep weer in beweging is, is het landschap vlakker geworden en de lucht veranderd. De kinderen stoppen als ze in de verte een helling zien. De jongen begint te trommelen en op zijn teken rent iedereen op de helling af. De kinderen springen af van wat een afgrond blijkt te zijn, maar vliegen door de lucht, richting de wolken. Het laatste kind in de groep stopt voor de afgrond en twijfelt maar springt uiteindelijk toch.
De video voor "Glósóli" werd in augustus 2005 binnen drie dagen opgenomen in IJsland en een maand later uitgegeven. "Glósóli" werd geregisseerd door het duo Arni & Kinski en de cinematograaf was Chris Soos. De producent was Jon Adams en de film werd gemaakt bij productiemaatschappij Exposure Films. De post-productie vond plaats bij Absolute, waar Lisa Vaughan, Ben Robards, Nathan Kane en Mark Epstein het werk verzorgden. De kinderen in de video werden door Arni & Kinski in Reykjavik gecast. Er was genoeg keuze, omdat er in Reykjavik veel aan theater werd gedaan. Het filmen ging niet zonder gevaar: door de zomer was het omringende water vaak heel warm, waardoor mensen tijdens de opnamen achter rotsen gingen staan om kinderen bij een val op te vangen. De video werd vanwege een gebrek aan geld zo min mogelijk digitaal bewerkt; er werden alleen natuurlijk licht en enkele filters gebruikt.
Het kind dat als laatste springt lijkt een bommetje te maken en recht naar beneden te vallen, maar dat is volgens Soos niet het geval: "Het kleine mannetje ging zeker vliegen op het eind. Het drummer-jongetje gaf veel te veel om de rest om 'kleine Timmy' alleen achter te laten. (...) De onderstroom in deze film leidt het publiek naar een soort spirituele bevrijding, een soort wedergeboorte. Dit is verder open voor eigen interpretatie, zoals het hoort." Soos benadrukte ook dat de terughoudendheid van het jongetje niet gespeeld werd, maar uiteindelijk wel mooi in de video paste.

## Nummers

### Download
1. "Glósóli" - 6:24

## Medewerkers
- Sigur Rós - coproductie, creatie
  - Jón Þór Birgisson - zang, gitaar, artwork
  - Georg Hólm - basgitaar
  - Kjartan Sveinsson - keyboard
  - Orri Páll Dýrason - drums

- Ken Thomas - engineering, coproductie, mixing
- Ted Jensen - mastering
- Lukka Sigurðardóttir - artwork
- Alex Somers - artwork

## Hitnoteringen
| Land              | Plaats |
| ----------------- | ------ |
| Tónlist (IJsland) | 1      |